# Каспер-Маунтен (Вайомінг)
Каспер-Маунтен (англ. Casper Mountain) — переписна місцевість (CDP) в США, в окрузі Натрона штату Вайомінг. Населення — 545 осіб (2020).

## Географія
Каспер-Маунтен розташований за координатами 42°44′41″ пн. ш. 106°19′14″ зх. д. / 42.74472° пн. ш. 106.32056° зх. д. (42.744738, -106.320613).  За даними Бюро перепису населення США в 2010 році переписна місцевість мала площу 26,84 км², уся площа — суходіл.

## Демографія
Згідно з переписом 2010 року, у переписній місцевості мешкала 401 особа в 175 домогосподарствах у складі 126 родин. Густота населення становила 15 осіб/км².  Було 407 помешкань (15/км²).
Расовий склад населення:
| - 96,8 % — білих - 1,5 % — корінних американців - 0,2 % — чорних або афроамериканців - 0,2 % — азіатів |

До двох чи більше рас належало 1,0 %. Частка іспаномовних становила 1,7 % від усіх жителів.
За віковим діапазоном населення розподілялося таким чином: 18,7 % — особи молодші 18 років, 66,8 % — особи у віці 18—64 років, 14,5 % — особи у віці 65 років та старші. Медіана віку мешканця становила 49,8 року. На 100 осіб жіночої статі у переписній місцевості припадало 109,9 чоловіків;  на 100 жінок у віці від 18 років та старших — 111,7 чоловіків також старших 18 років.
Середній дохід на одне домашнє господарство  становив 113 308 доларів США (медіана — 115 682), а середній дохід на одну сім'ю — 132 988 доларів (медіана — 117 273). За межею бідності перебувало 3,2 % осіб, у тому числі 0,0 % дітей у віці до 18 років та 0,0 % осіб у віці 65 років та старших.
Цивільне працевлаштоване населення становило 203 особи. Основні галузі зайнятості: науковці, спеціалісти, менеджери — 23,2 %, освіта, охорона здоров'я та соціальна допомога — 23,2 %, фінанси, страхування та нерухомість — 16,3 %, мистецтво, розваги та відпочинок — 13,8 %.